# Pigóstilo

Esqueleto de paloma con pigóstilo (número 17) tipo "reja de arado".

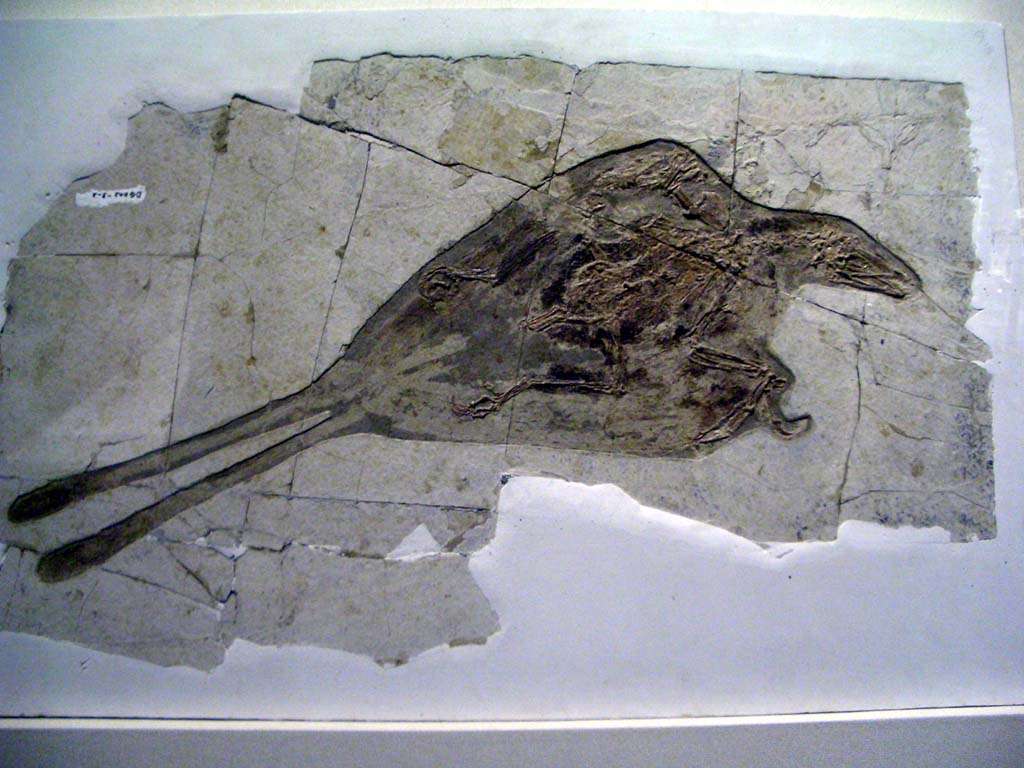
Confuciusornis sanctus con pigóstilo tipo "varilla" y las dos plumas centrales de la cola.

El término pigóstilo se refiere a las vértebras caudales distales fusionadas en una sola osificación que sostiene las plumas y la musculatura de la cola de las aves y dinosaurios relacionados. En las aves modernas está unido a las plumas rectrices. El pigóstilo es la estructura ósea que sostiene la rabadilla. La rabadilla es una protuberancia carnosa ubicada en la parte posterior de un ave desplumada, se puede observar en pollos, pavos u otras aves usadas para cocinar. La rabadilla incluye también la glándula uropígea que produce el aceite para el acicalamiento.

## Evolución
El pigóstilo comenzó a evolucionar probablemente en el Cretácico, hace 140-130 millones de años. Las especies más antiguas que se conocen con pigóstilo fueron miembros de las Confuciusornithidae. Esta estructura proveyó una ventaja evolutiva dado que una cola completamente móvil como en el Archaeopteryx es perjudicial para su uso en el control del vuelo. Las aves modernas aún desarrollan largas vértebras caudales en su etapa embrionaria, las cuales se fusionan posteriormente para formar un pigóstilo.
Existen dos tipos principales de pigóstilos: uno se encontraba en las Confuciusornithidae, Enantiornithes, y algunas otras aves mesozoicas, así como en algunos ovirraptosaurios como Nomingia, es largo y en forma de varilla o de hoja de daga. Ninguno de los fósiles conocidos con tales pigóstilos que también mostrara restos de plumas tenía rectrices bien desarrolladas. 
Las plumas de la cola en estos animales consistía de finas fibras de plumón y puntualmente de entre 2 y 4 plumas a modo de "gallardete" como las encontradas en algunos especímenes de Confuciusornis o en Paraprotopteryx.
Por contraste, la función del pigóstilo en los no avianos terrestres Nomingia no se conoce. Es notable, sin embargo que su pariente Caudipteryx, más antiguo, no tenía pigóstilo sino un abanico de plumas simétricas que posiblemente era usado en exhibición social. Quizá tal ornamentación fuese común entre Caenagnathoidea y sus parientes, y posteriormente evolucionó el pigostilo oviraptosauriano para sostenerla. Sin embargo, pocos oviraptosaurios se han encontrado en sedimentos de grano suficientemente fino como para permitir la fosilización de las plumas y Nomingia no está entre estos. El relacionado Similicaudipteryx, descrito en 2008, también tenía un pigóstilo en varilla, aunque este tampoco retiene trazas de plumas.

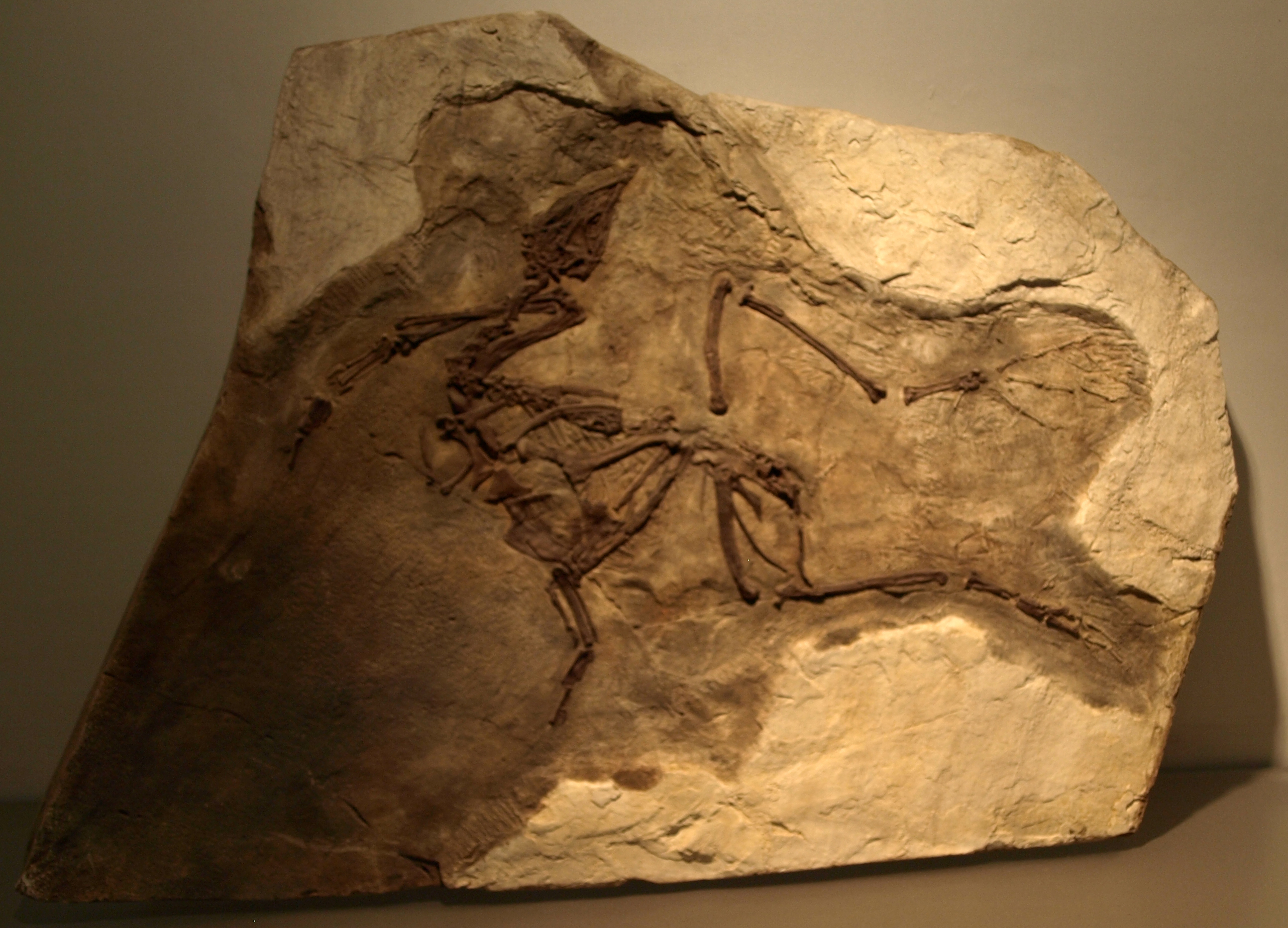
Yixianornis grabaui, la especie más antigua conocida con un pigóstilo como el de las aves actuales.

El otro tipo de pigóstilo es el de forma de reja de arado, se encuentra en Ornithurae (de las aves vivientes y sus parientes más cercanos), y casi todas las aves voladoras está asociada a unas plumas rectrices bien desarrolladas usadas para maniobrar. El par central de estas se unen directamente al pigóstilo, tal como en Confuciusornis. Las otras rectrices de Ornithurae son sostenidas en su lugar y se mueven gracias a unas estructuras llamadas bulbi rectricium (bulbos rectrices), un carácter complejo de grasa y músculos localizado a ambos lados del pigóstilo. La especie más antigua conocida con este tipo de pigostilo es Hongshanornis longicresta.
La especie conocida más antigua con tal pigóstilo es Yixianornis grabaui. Esta ave vivió al mismo tiempo que el Confuciusornis (hace alrededor de 125-120 millones de años), lo que apoya la teoría de que los dos tipos de pigóstilos evolucionaron independientemente. Según lo evidencian los casos oviraptorosaurianos, el pigóstilo evolucionó al menos en dos ocasiones; pero según lo que indican las diferencias entre Enantiornithes y las aves modernas, pudo haber evolucionado en tres ocasiones. En otras palabras, el pigóstilo de Nomingia y el de las aves modernas tal como el del pollo son una homoplasia, mientras que el de Enantiornis y el de aves modernas pueden ser también una homoplasia o una sinapomorfia.
El clado de aves Pygostylia (en griego antiguo significa "pilar de rabadilla") fue nombrado en 1996, por Luis Chiappe, por la presencia de este carácter y aproximadamente corresponde a su presencia en el árbol familiar de las aves, aunque este carácter mismo no es incluido en la definición del clado.3 En 2001, Jacques Gauthier y Kevin de Queiroz redefinieron Pygostylia para referirse específicamente a la apomorfia de una cola corta con pigóstilo aviano.